# ایست هوریزن ایرلاینز
ایست هوریزن ایرلاینز (به انگلیسی: East Horizon Airlines) یک شرکت هواپیمایی افغانستانی است.
قطب این شرکت هواپیمایی در میدان هوایی بین‌المللی هرات و فرودگاه بین‌المللی حامد کرزی قرار دارد و به ۱۱ مقصد، پرواز مستقیم انجام می‌دهد.

## مقصدهای پروازی
|  | قطب              |
|  | مسیرهای آینده    |
|  | مسیرهای متوقف‌شده |

## ناوگان
ناوگان هوایی ایست هوریزن ایرلاینز به شرح زیر است (مه ۲۰۱۴):